# Quociente de Rayleigh
Em matemática, para uma dada matriz complexa Hermitiana {\displaystyle A} e um vetor não-nulo {\displaystyle x}, o quociente de Rayleigh {\displaystyle R(A,x)} é definido como:
{\displaystyle {x^{*}Ax \over x^{*}x}.}
Para matrizes reais, a condição de ser Hermitiana se reduz a ser simétrica, e para vetores reais o conjugado e transposto {\displaystyle x^{*}} é simplesmente o vetor transposto {\displaystyle x'}. Note que {\displaystyle R(A,cx)=R(A,x)} para qualquer que seja o escalar {\displaystyle c}. Lembre-se que uma matriz Hermitiana (ou real e simétrica)tem autovalores reais. Pode ser mostrado que o quociente de Rayleigh atinge seu valor mínimo {\displaystyle \lambda _{\operatorname {min} }} (o menor autovalor de {\displaystyle A}) quando {\displaystyle x} é {\displaystyle v_{\operatorname {min} }} (o autovetor correspondente). Analogamente, {\displaystyle R(A,x)\leq \lambda _{\operatorname {max} }} e {\displaystyle R(A,v_{\operatorname {max} })=\lambda _{\operatorname {max} }}. O quociente de Rayleigh é usado no teorema Min-max para obter valores exatos de todos os autovalores. Ele também pode ser usado em algoritmos para busca da aproximação de autovalores. Especificamente, ele é a base para a iteração do quociente de Rayleigh.